# М-96
М-96 — советская малая подводная лодка серии XII типа М — «Малютка», принимавшая участие в Великой Отечественной войне. В сентябре 1944 года погибла на минах, более семидесяти лет числилась пропавшей без вести, в 2020 году обнаружена и в июле 2021 года обследована года экспедицией «Поклон кораблям Великой Победы».

## История строительства
Заложена 26 июля 1937 года на заводе № 112 Красное Сормово, Горький. Спущена на воду 20 июля 1938 года, вступила в строй 20 ноября 1939 года. 12 декабря 1939 года вошла в состав Краснознаменного Балтийского флота.

## История службы
22 июня 1941 года встретила под командованием капитан-лейтенанта А. И. Маринеско в составе 8-го ДиПЛ 2-й БПЛ, базировалась на Ханко (Гогланд). В конце июля 1941 года совершила дозорный поход, встреч с противником не имела.
1 сентября 1941 года М-96 перешла в 5-й ДиПЛ, перебазирована в Ленинград. 14 февраля 1942 года, когда лодка стояла у Тучкова моста, в неё попал снаряд. В результате получения пробоины были затоплены IV и V отсеки, лодка села на грунт, последовал шестимесячный ремонт.
12 августа 1942 года М-96 отправилась во второй поход, 14 августа на линии Таллин — Хельсинки совершила свою единственную торпедную атаку, оказавшуюся безуспешной.
В марте 1943 года А. Маринеско получил назначение на должность командира С-13, новым командиром М-96 стал капитан-лейтенант Николай Иванович Карташов. В 1943 году «М-96» совершила два разведывательных похода, в ходе одного из них села на мель и получила повреждения винта, рулей, корпуса, после чего вернулась на базу. С 11 сентября по 20 октября проходила планово-предупредительный ремонт и докование в Кронштадте. 11 ноября перешла в Ленинград для зимней стоянки и ремонта.
До 1 марта 1944 года находилась в среднем ремонте. 14 мая того же года ушла в Кронштадт. В середине июня вернулась в Ленинград
18 июня 1944 года М-96 перешла в Ладожское озеро, после чего 22 — 29 июня совершила разведывательный поход для нужд Карельского фронта в район острова Валаам с целью прикрытия Тулоксинской десантной операции. 18 августа 1944 года лежащая на грунте лодка в результате шторма получила повреждения киля и встала на ремонт.
7 сентября 1944 года лодка отправилась на разведку минных заграждений в Нарвском заливе. 8 сентября подорвалась на мине и погибла со всем экипажем (22 человека).

### Боевые походы
7 боевых походов, суммарно 32 суток, одна торпедная атака с выпуском одной торпеды: 14 августа 1942 года к юго-западу от Порккалы, Финляндия, М-96 выпустила торпеду в шедший в составе конвоя транспорт «Порто Алегре» (вместимостью 6104 брт), в цель не попала. Указываемый в некоторых публикациях как цель транспорт «Хелен» (1 842 брт) погиб накануне, 13 августа 1942 года, у острова Рюген на британской донной мине.
- 27 — 31 июля 1941
- 12 — 22 августа 1942
- 8 — 12 ноября 1942
- 18 — 20 июля 1943
- 28 августа — 3 сентября 1943
- 22 — 29 июня 1944
- 7 — 8 сентября 1944

### Обнаружение
В июне 2020 года найдена и в июле 2021 года обследована участниками экспедиции «Поклон кораблям Великой Победы». Лодка лежит в северной части Нарвского залива на глубине 42 метра курсом 210 градусов с креном на правый борт, носовая часть частично оторвана и загнута вправо сильным взрывом. Причиной гибели стал подрыв на мине, ударившей лодку в днище, за правым носовым горизонтальным рулём. Судя по открытому рубочному люку, убранному перископу и положению ручек машинного телеграфа, в момент гибели лодка шла полным ходом в надводном положении.
В районе гибели находилось одно из немецких минных полей, причём на этом же поле погиб немецкий тральщик R73, лежащий на дне в 120 метрах от лодки.